# Estany Primer (sjö i Ordino)
Estany Primer är en sjö i Andorra.   Den ligger i parroquian Ordino, i den nordvästra delen av landet, 15 kilometer norr om huvudstaden Andorra la Vella. Estany Primer ligger 2 251 meter över havet.